# Горячий ключ (гейзер)
Горячий ключ — скважина с термальной минеральной водой, расположенная в Скадовском районе Херсонской области (Украина), южнее посёлка Облои.
Скважина была пробурена Крымгеологией в 1971 году. Бурение производилось в поисках нефти, но был обнаружен пласт горячей воды с высоким содержанием минералов.
В настоящее время на месте скважины вырыт бассейн, который пользуется большой популярностью у людей, страдающих заболеваниями опорно-двигательной системы, сосудов, щитовидной железы, экземой.
Водоносный пласт вскрыт скважиной в мелкозернистых кварцевых песчаниках среднеэоценового возраста;
- глубина скважины — 1527 метров;
- температура воды на выходе — +65 С
- минерализация — 63,6-63,8 мг/дм 3
- удельный вес — 1,45 г/см 3

Основные составляющие:
- йод — 19,7-20,3 мг/дм 3
- бром — 14,4-15,0 мг/дм 3
- бор — 14,3-14,7 мг/дм 3
- … а также калий, кальций (более 25 элементов таблицы Менделеева)